# Eugène Fiset
Eugène Fiset, né le 15 mars 1874 à Rimouski et décédé le 8 juin 1951 à Saint-Patrice-de-la-Rivière-du-Loup, est un médecin, militaire et homme politique québécois.
Il fut le dix-huitième lieutenant-gouverneur du Québec.

## Biographie

### Médecin militaire
Eugène Fiset étudia à l'Université Laval et effectua des stages à l'hôpital Saint-Antoine de Paris et au Nose and Throat Hospital à Londres. Devenu médecin en 1901, il entama une carrière militaire qui l'amena à participer à la seconde guerre des Boers. Il quitte l'armée en 1923.

### Carrière politique
Il fut élu député libéral à la Chambre des communes lors d'une élection partielle en 1924 dans la circonscription de Rimouski. Réélu en 1925, 1926, 1930 et en 1935, il démissionna en 1939 pour devenir lieutenant-gouverneur du Québec.
Son père, le sénateur et député Jean-Baptiste Romuald Fiset, fut député de la circonscription fédérale de Rimouski et son beau-père Thomas Linière Taschereau fut député de Beauce de 1884 à 1887.

## Honneurs

### Ordres honorifiques et médailles
- Médaille de la Reine pour l’Afrique du Sud (1901)
- Compagnon de l'ordre du Service distingué
- Compagnon (1913) puis chevalier (1917) de l'ordre de Saint-Michel et Saint-Georges
- Commandeur de la Légion d'honneur (1917)
- Croix de guerre de 1918 de la Tchécoslovaquie (1918)
- Chevalier du très vénérable ordre de Saint-Jean (1941)
- Commandeur de l'ordre de la Couronne de Belgique (?)
- Membre de l'ordre royal de Saint-Sava (?)

### Doctorats honorifiques
- Doctorat honoris causa de l'Université Laval en 1940
- Doctorat honoris causa de l'Université Bishop's en 1941
- Doctorat honoris causa de l'Université de Montréal en 1943
- Fellow du Collège royal des médecins-chirurgiens du Canada en 1943

### Toponymie
- La rue Eugène-Fiset a été nommée en son honneur à Québec. Elle a été nommée en son honneur dans l'ancienne ville de Sillery, maintenant arrondissement de la ville de Québec.
- La Ville de Rimouski nomma également une rue en l'honneur de ce citoyen exemplaire,

## Héraldique
| J'ai servi |
| ---------- |

| L'écu d'Eugène Fiset se blasonne ainsi : Description à rédiger |